# Jon Stewart
Jon Stewart (rodno ime Jonathan Stuart Leibowitz, 18. studenog 1962., New York City), američki je politički satiričar, književnik, TV voditelj, glumac, medijski kritičar i stand-up komičar. Svjetsku popularnost stekao je kao voditelj polusatne satiričke emisije The Daily Show koja se emitira na Comedy Centralu.
Rođen je u New Yorku u židovskoj obitelji, a odrastao u New Jerseyju gdje je završio i srednju školu. Kemiju i psihologiju pohađao je na fakultetu William & Mary u Virginiji gdje je diplomirao 1984. godine, a tijekom studija igrao je i za sveučilišnu nogometnu momčad. Od školskih dana imao je reputaciju šaljivdžije pa se okušao kao stand-up komičar u The Bitter Endu, noćnom klubu u kojem je karijeru započeo i njegov idol Woody Allen. S obzirom na dugačko rodno ime, počeo je koristiti skraćenicu Jon Stewart kao nastupni pseudonim.
Profesionalniju komičarsku karijeru započeo je kao voditelj The Jon Stewart Showa koji se prikazivao na MTV-u, a od 1999. do danas vodi polusatnu emisiju The Daily Show koja je satirički osvrt na dnevne političke vijesti i u kasnonoćnom američkom TV terminu prenose je neke od najpopularnijih medijskih kuća uključujući CNN. U listopadu 2011. godine, ismijavajući bahatog republikanca Hermana Caina, Stewart je u svoj skeč uključio i Hrvatsku koja mu je poslužila kao primjer države za koju navedeni republikanski kandidat nikad nije čuo.
Dobitnik je brojnih nagrada uključujući Grammy (2001. i 2002. godine). Dvaput je vodio dodjelu filmske nagrade Oscar; 78. dodjelu 2006. i 80. dodjelu 2008. godine.

## Knjige
- Naked Pictures of Famous People (1998.)
- America (The Book): A Citizen's Guide to Democracy Inaction (2004.)
- Earth (The Book): A Visitor's Guide to the Human Race (2010.)

## Vanjske poveznice
- (engl.) Službene stranice: The Daily Show

Ostali projekti
|  | Zajednički poslužitelj ima stranicu o temi Jon Stewart    |
|  | Zajednički poslužitelj ima još gradiva o temi Jon Stewart |